# Acioa guianensis
Espèce
Classification APG III (2009)
Synonymes
- Acia dulcis Willd.
- Acioa dulcis (Willd.) Steud.
- Licania aubletiana (Blume) Lemée
- Moquilea aubletiana Blume[1],[2]

Acioa guianensis est une espèce de plantes à fleurs de la famille des Chrysobalanaceae. C'est un arbre d'Amazonie et de Guyane.
Il est appelé en Guyane Couépi ou Noix de couépi.

## Description
Acioa guianensis est un arbre à l'écorce grise, lisse, et haut de 15 à 30 m pour environ 1 m de diamètre.
Ses feuilles sont simples, alternes, à marges entières, à pétiole poilu-roussâtre, long de 5 à 6 mm pour 2 à 2,5 mm d'épaisseur. Le limbe subcoriace, glabre, est de forme oblongue ou oblongue-lancéolée, brusquement acuminé à l'apex, rétréci ou atténué à la base, et mesure 10 à 12 cm de long sur 5 à 8 cm de large.
L'inflorescence est terminale en corymbe ou en faisceaux multiflores. Les fleurs violettes sont hermaphrodites, avec un calice en tube obconique long de 10 à 14 mm et large de 3 mm au sommet avec des segments arrondis, inégaux. La corolle est composée de 5 pétales inégaux. On compte 11-12 étamines à filets longuement réunis en lamelle allongée, libres seulement au sommet.
Le fruit est une drupe sèche, ovale, longue d'environ 5 cm pour 4 à 4,5 cm de diamètre. Le péricarpe est brun, coriace, épais. Le noyau ligneux, brun, est profondément crevassé à maturité, et renferme une amande ovoïde striée, un peu comprimée, mesurant environ 2,5 cm de long, à téguments marron.

## Répartition
Forêts terrestres de Guyane et d'Amazonie

## Utilisation
L'amande, de goût assez fin, est consommée crue.

## Protologue

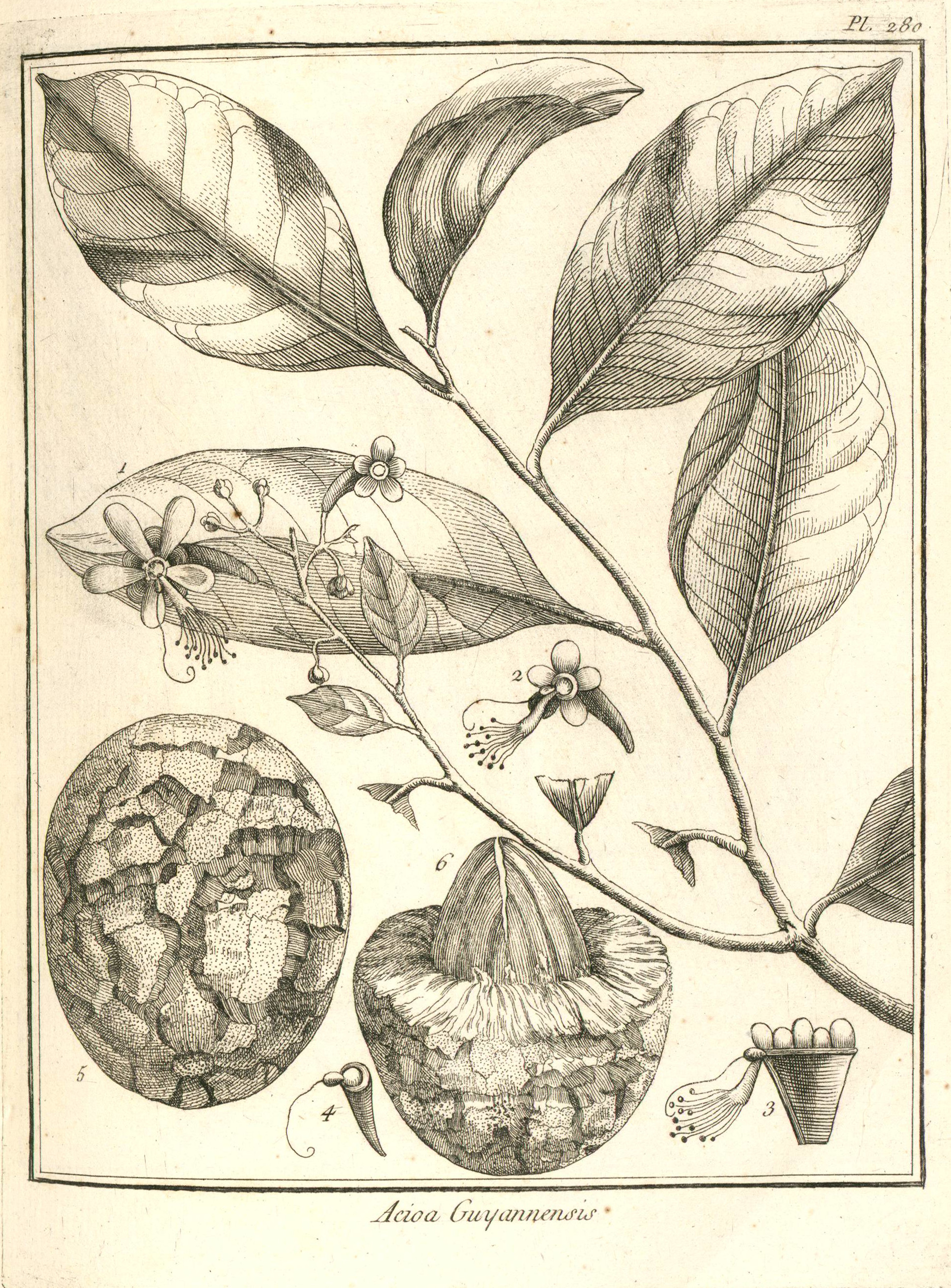
Acioa guianensis : Planche 280 par Aublet (1775)
1. Corolle épanouie. - 2. Calice. Diſque. Feuillet du diſque terminé par les étamines. Piſtil. - 3. Calice ouvert. Piſtil. Étamines. - 4. Calice dépouillé de ſes diviſions. Ovaire. Style. Stigmate. - 5. Fruit ou Capſule. - 6. Fruit auquel on a enlevé une partie de ſon brou. Amande.

En 1775, le botaniste Aublet propose le protologue suivant pour Acioa guianensis : 
« ACIOA Guianenſis. (Tabula 280.) 

Arbor ſexaginta-pedalis, ad cacumen ramoſiſſima ; ramis hinc & indè ſparſis. Folia alterna, petiolata, glabra, ovata, acuta, integerrima, ſtipulata ; stipulis deciduis. Flores terminales, corymboſi.
Corolla violacea. Calix albus. Ad maturitatem fructus lignoſus, & ſolidus. Drupa ſicca, nigricans, cortice craſſa, coriaceo, fibroſis ſulcis variis dehiſcentibus notato, tectæ nuclei adhærente. Semen amygdalinum edule, ſaporis grati. 
Florebat menfe Maio ; fructum Auguſto ferebat. 

Habitat in ſylvis déſertis. »

« LE COUPI de la Guiane. (PLANCHE 280.)
Cet arbre s'élève très haut. Son tronc à environ ſoixante pieds de long, & trois ou quatre pieds de diamètre. Son écorce eſt griſe, liſſe. Son bois eſt blanc & très dur. Les branches, qui forment ſa tête ſont nombreuſes, épaiſſes & tortueuſes, terminées par des rameaux chargés de feuilles ; elles ſont alternes, liſſes, entières, fermés, ondées à leurs bords, vertes, longues de cinq pouces, ſur trois de large ; leur pédicule eſt fort court, & porte à ſa baſe deux petites stipules qui tombent. 
Les fleurs naiſſent par bouquets aux extrémités des rameaux ; leur calice eſt un tube courbe, charnu, blanc, renflé à ſon extrémité ſupérieure, qui ſe partage en cinq parties arrondies, dont trois ſont plus grandes que les autres. 
La corolle eſt à cinq pétales longs, étroits, arrondis, violets, dont trois plus grands, relevés, écartés, & deux plus petits, attaches aux diviſions du calice qui termine le tube. Entre les deux petits pétales ce diſque ſe prolonge en une lame de quatre à cinq lignes de long, ſur une ligne de large, laquelle ſe diviſe en onze ou douze filets oblongs, d'inégale grandeur, qui portent chacun une très petite anthère à deux loges qui s'ouvrent chacune en deux valves couvertes de pouſſière jaune.
Le piſtil eſt poſé ſur la baſe de la lame qui porte les étamines, & tient a une côte ſaillante qui part du fond du calice. cet ovaire eſt arrondi, velu, ſurmonté d'un style grêle, long, courbe ſur les étamines, &terminé par un stigmate aigu, jaune. 
L'ovaire devient un fruit gros comme une noix avec ſon brou, attaché au calice. Ce fruit a une écorce épaiſſe, ligneuſe, fibreuſe, coriace, de couleur brune & toute gerſée. Elle couvre un noyau duquel elle ne ſe ſépare pas. Ce noyau eſt mince, caſſant, & renferme une groſſe amande de forme irrégulière, qui ſe partage en deux lobes couverts d'une membrane rouſſâtre. Cette amande eſt d'un bon goût, plus agréable que celui des cerneaux. Les Créoles ont coutume d'en mettre ſur leurs tables, lorſqu'il en paroit dans les marchés de Caïenne, & l'eſtiment comme un très bon fruit. 
Cet arbre eſt nommé ACIOUA par les Galibis ; COUPI par les Créoles. Je l'ai obſervé ſur l'habitation de M. Baucaye Gourgue qui en a élevé & planté une avenue. 
Le bois de cet arbre eſt très dur, peſant, de couleur blanche tirant ſur le jaune, on peut tirer de l'amande de ſon fruit une huile douce comme celle des amandes. 
Cet arbre étoit en fleur dans le mois de Mai, & ſon fruit paroit dans les marchés au mois d'Août. »

— Fusée-Aublet, 1775.